# لیندا لاولیس
لیندا سوزان بورمن (انگلیسی: Linda Susan Boreman؛ ‏زادهٔ ۱۰ ژانویه ۱۹۴۹ – درگذشتهٔ ۲۲ آوریل ۲۰۰۲)، که بیشتر با نام لیندا لاولیس (به انگلیسی: Linda Lovelace) شناخته می‌شود، بازیگر پورنوگرافی آمریکایی بود که با ایفای نقش در فیلم پورنوگرافی هاردکور دیپ تروت محصول سال ۱۹۷۲ به شهرت رسید؛ فیلمی که موفقیتی عظیم به‌دست‌آورد. او بعدها ادعا کرد که همسر بدرفتارش، چاک ترینور، با تهدید و اجبار او را وادار به مشارکت در این فیلم کرده بود. وی در کتاب زندگی‌نامه‌اش با عنوان رنج (Ordeal) آنچه را که در پشت صحنه رخ داده بود شرح داد. لاولیس بعدها به یک مسیحی دوباره متولدشده تبدیل شد و به عنوان سخنگوی جنبش ضد پورنوگرافی فعالیت کرد و چندین کتاب خودزندگی‌نامه منتشر کرد. بورمن در ۵۳ سالگی در یک حادثه رانندگی جان باخت.

## ابتدای زندگی
بورمن در ۱۰ ژانویۀ ۱۹۴۹ در یک خانواده کارگری در برانکس در ایالت نیویورک زاده شد. او دوران کودکی خود را در خانواده‌ای نامطلوب توصیف کرد، پدرش جان بورمن، یک افسر پلیس بود که به ندرت در خانه بود، و مادرش دوروتی بورمن (با نام‌خانوادگی دوشیزگی ترگنی)، پیشخدمتی سخت‌گیر، بی‌محبت و سلطه‌جو بود. او در مدارس خصوصی کلیسای کاتولیک از جمله سنت جان باتیست (یانکرز، نیویورک) و دبیرستان ماریا رجینا تحصیل کرد. در دوران دبیرستان به او لقب «خانمِ مقدسِ مقدس» داده بودند زیرا فاصله و حدو حدود را با دوستان پسرش رعای می‌کرد تا از فعالیت جنسی اجتناب کند. وقتی بورمن ۱۶ ساله بود، خانواده‌اش پس از بازنشستگی پدرش از اداره پلیس نیویورک به دیوی نقل مکان کردند.
وی در سن ۲۰ سالگی، اولین فرزند خارج از ازدواج خود را به دنیا آورد که مادرش او را فریب داد تا برای سرپرستی به فرزندخواندگی بدهد. اندکی بعد، به نیویورک را برای سکونت برگزید و در آنجا در مدرسه کامپیوتر تحصیل کند. در نیویورک در یک تصادف رانندگی آسیب دید که به اندازه‌ای شدید بود که نیاز به انتقال خون داشت. خون منتقل شده به‌درستی از نظر آلودگی به هپاتیت بررسی نشده بود و این موضوع باعث شد که ۱۸ سال بعد نیاز به پیوند کبد پیدا کند.

## حرفه

### پورنوگرافی
در حالی که در خانه والدینش در حال بهبودی بود، بورمن با چاک ترینور آشنا شد. به گفته بورمن، ترینور در ابتدا جذاب و مراقب بود، اما بعدها خشونت‌طلب و آزارگر شد. او گفت که ترینور او را مجبور کرد به نیویورک نقل مکان کند، جایی که ترینور به مدیر و روسپی‌گردان همسرش تبدیل شد.
گفته می‌شود  بورمن تحت فشار ترینور به زودی با نام لیندا لاولیس در «لوپ‌های» هاردکور، فیلم‌های کوتاه بی‌صدا ۸ میلی‌متری که برای نمایش‌های خصوصی ساخته می‌شدند، بازی می‌کرد.
بورمن در فیلمی به نام داگاراما محصول ۱۹۶۹ بازی کرد که موضوع آن حیوان‌خواهی بود (همچنین با عناوینی مانند داگ ۱، داگ فاکر و داگ-ا-راما شناخته می‌شود). او بعدها انکار کرد که در این فیلم حضور داشته، تا اینکه چند لوپ اصلی، خلاف این را ثابت کردند. در سال ۲۰۱۳، لری روونه، فیلمبرداری که این فیلم را ساخته بود، برای اولین بار درباره آن صحبت کرد و اظهار داشت بورمن داوطلبانه شرکت کرده و هیچ اجباری در کار نبوده است. اریک ادواردز، ستاره پورنو که هنگام فیلمبرداری حضور داشت، نیز ادعا کرد که هیچ اجباری آشکاری وجود نداشته و بورمن به نظر می‌رسید که همکاری می‌کرده است.
در سال ۱۹۷۱، بورمن در فیلمی با موضوع اورولاگنیا به نام پیس اورجی نیز بازی کرد.
در سال ۱۹۷۲، بورمن در فیلم دیپ تروت بازی کرد که در آن اجرای «دیپ‌تروتینگ» داشت. این فیلم بین مخاطبان عمومی محبوبیتی شگفت‌انگیز و بی‌سابقه کسب کرد و حتی مورد نقد در روزنامه نیویورک تایمز قرار گرفت. این فیلم بیش از ده سال، چندین بار در روز در سالن‌های زنجیره‌ای تئاتر «پاسی‌کت» نمایش داده شد، جایی که بورمن تبلیغات انجام می‌داد، از جمله گذاشتن دست و پای خود روی پیاده‌روی بتنی خارج از تئاتر هالیوود پوسی‌کت. این فیلم بعدها به یکی از اولین و پرفروش‌ترین ویدئوهای درجه X تبدیل شد. در حالی که دیپ تروت بیش از ۶۰۰ میلیون دلار فروش داشت، بورمن تنها ۱۲۵۰ دلار دریافت کرد که آن را هم بعداً شوهرش ترینور گرفت.

## سال‌های آخر زندگی و مرگ
بورمن پس از تصادف رانندگی در سال ۱۹۷۰، به‌دلیل انتقال خون آلوده، به هپاتیت مبتلا شده بود و در سال ۱۹۸۷ تحت عمل پیوند کبد قرار گرفت. در سال ۲۰۰۱، در برنامه «ئی! داستان‌های واقعی هالیوود!» حضور یافت و برای مجله «لِگ شو» به‌عنوان لیندا لاولیس یک مجموعه عکس لباس زیر گرفت.
در سوم آوریل ۲۰۰۲، بورمن در یک حادثه رانندگی دیگر دچار آسیب‌های شدید و جراحات داخلی شد. در بیست و دوم آوریل، دستگاه‌های کمک تنفسی از او قطع شد و در سن ۵۳ سالگی درگذشت. مارکیانو و دو فرزندشان هنگام مرگ در کنارش حضور داشتند. بورمن در قبرستانی در پارکر به خاک سپرده شد.